# Ийзаку (посёлок)
И́йзаку (эст. Iisaku) — посёлок на юге уезда Ида-Вирумаа, Эстония. Административный центр волости Алутагузе.
До административной реформы местных самоуправлений Эстонии 2017 года входил в состав волости Ийзаку (упразднена) и был её административным центром.

## География и описание
Посёлок находится в 32 километрах от города Йыхви. Расположен у шоссе Йыхви—Тарту—Рига. Высота над уровнем моря — 54 метра.
Климат умеренный. Официальный язык — эстонский. Почтовые индексы: 41101, 41194 (до востребования).

## Население
По данным переписи населения 2021 года, в Ийзаку насчитывалось 707 жителей, из них 650 (91,9 %) — эстонцы.
По данным переписи населения 2011 года в посёлке проживал 761 человек, из них 717 (94,2 %) — эстонцы.
По состоянию на 1 января 2020 года в посёлке насчитывалось 666 жителей, из них 342 женщины и 324 мужчины; детей в возрасте до 14 лет включительно — 85, лиц пенсионного возраста (65 лет и старше) — 161.
Число жителей посёлка Ийзаку:
| Год  | 1959 | 1970  | 1979   | 1989   | 2000  | 2011  | 2017  | 2018  | 2019  | 2020  | 2021  |
| ---- | ---- | ----- | ------ | ------ | ----- | ----- | ----- | ----- | ----- | ----- | ----- |
| Чел. | 608  | ↗ 692 | ↗ 1002 | ↗ 1036 | ↘ 949 | ↘ 761 | ↘ 703 | ↘ 685 | ↗ 686 | ↘ 666 | ↗ 707 |

## История
В источниках 1426 года упомянута деревня Isacke, 1796 года — Isako.
На военно-топографических картах Российской империи (1846–1863 годы), в состав которой входила Эстляндская губерния, деревня обозначена как Изакъ.
В 1816–1817 годах от мызы Кикель (нем. Kiekel Кийкла, эст. Kiikla mõis) была отделена мыза Изак, на землях которой после земельной реформы 1919 года сформировалось поселение Ийзаку (эст. Iisaku asundus). Затем в этих местах одновременно существовали одноимённые поселение, посёлок (эст. Iisaku alevik) и деревня (эст. Iisaku küla). В 1935 году поселение Ийзаку было поделено между двумя деревнями — Аллику (эст. Alliku) и Казевялья (эст. Kasevälja), посёлок Ийзаку и деревня Ийзаку в 1945 году объединились в единый населённый пункт.

## Достопримечательности
- Лютеранская церковь Ийзаку[эст.] (построена в 1894 году,  памятник архитектуры);
- главное здание мызы Изак (нем. Isaak, Ийзаку, эст. Iisaku mõis);
- Музей Ийзаку[эст.];
- кладбище Ийзаку,  исторический памятник[18];
- парк Ийзаку.

## Галерея

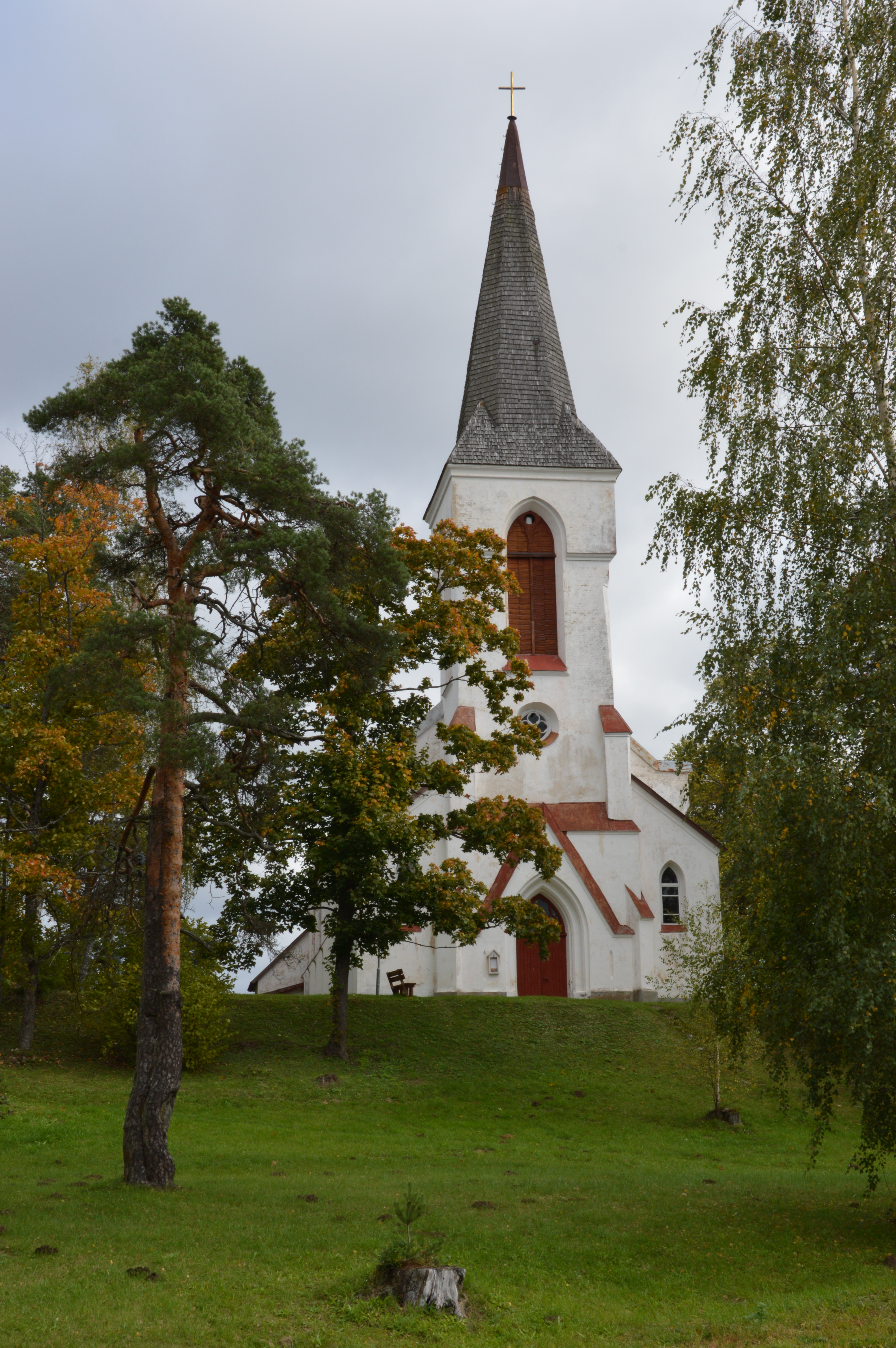
Церковь Ийзаку[эст.]
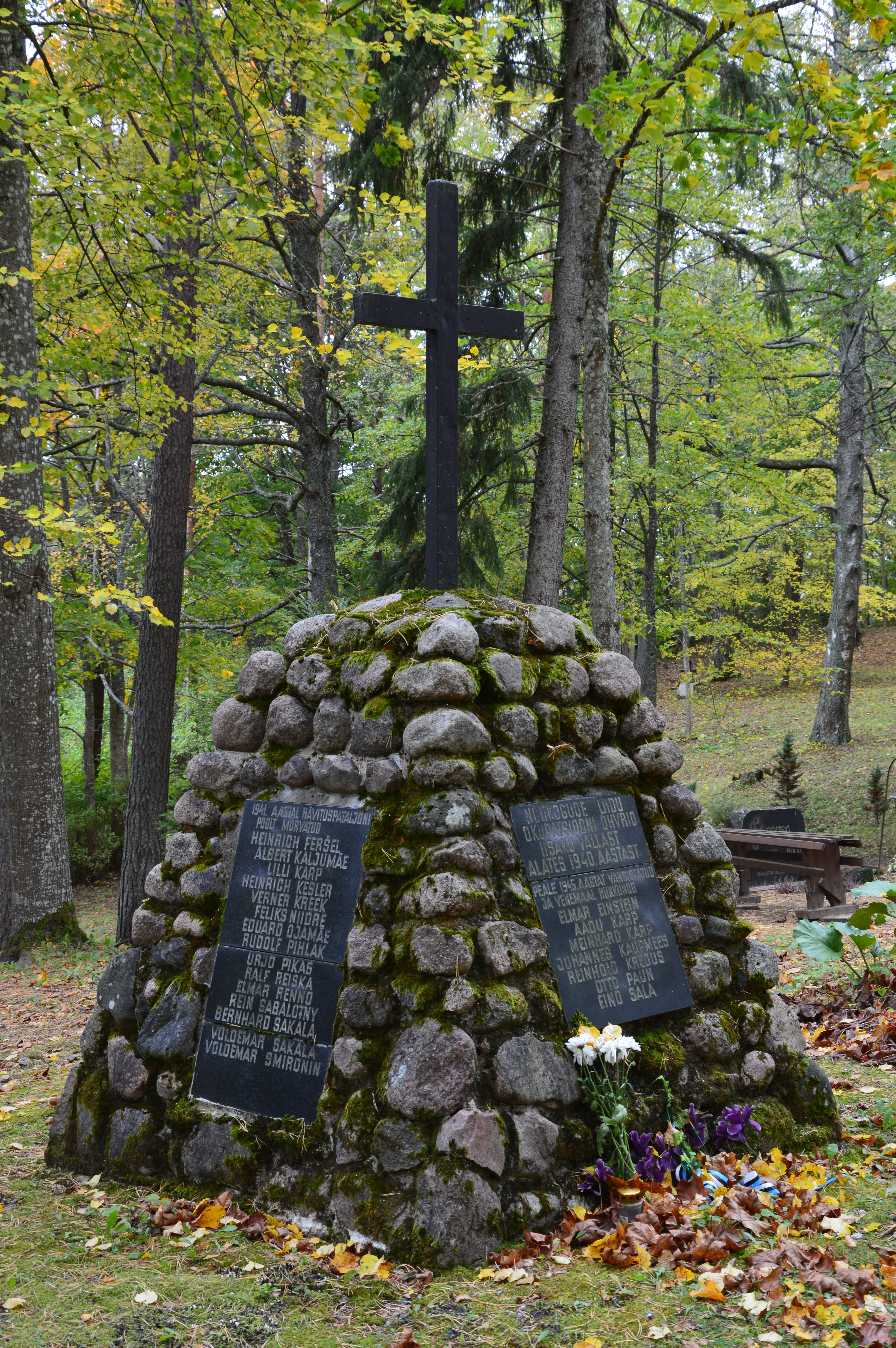
Кладбище Ийзаку[эст.]
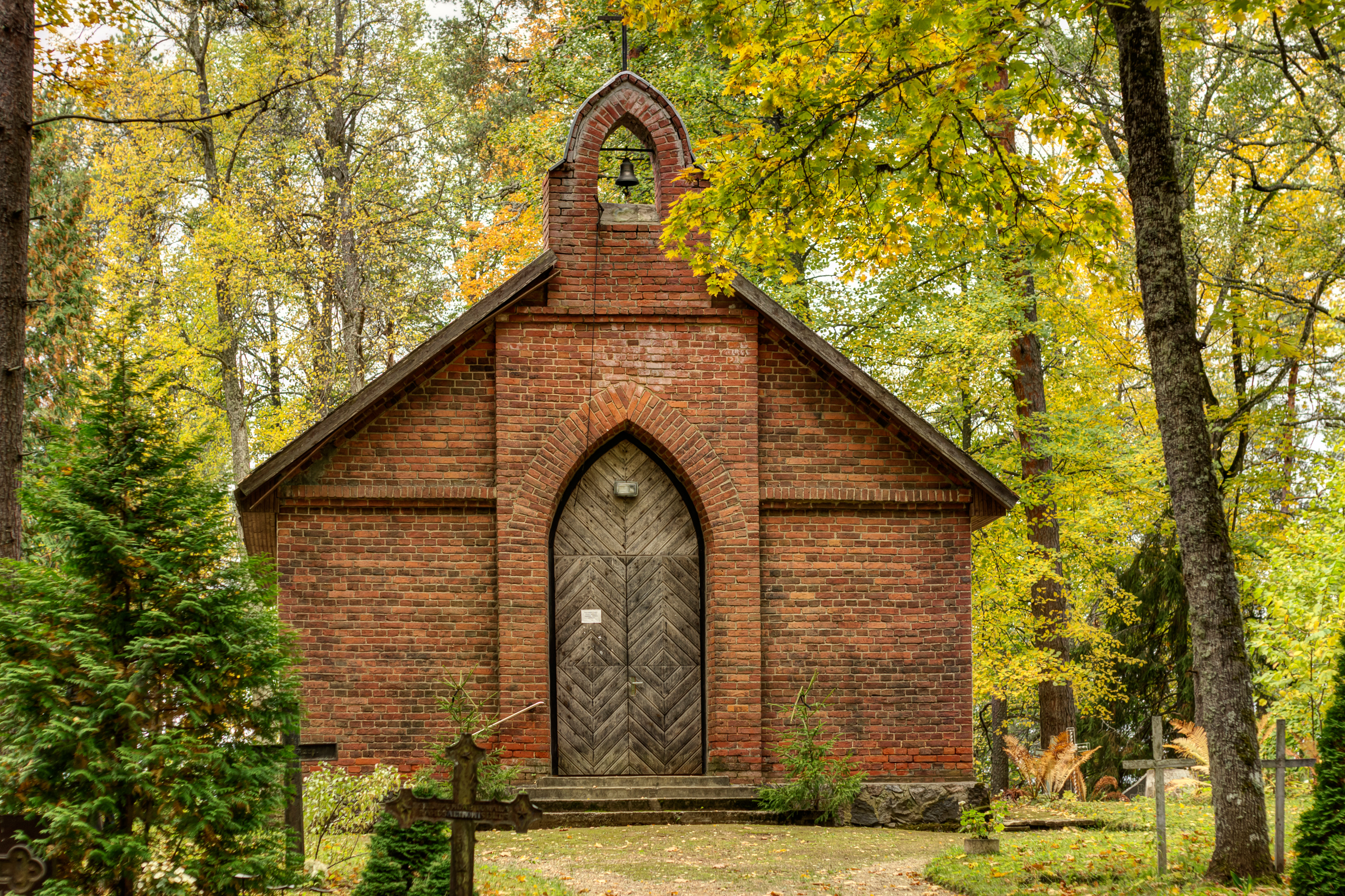
Часовня на кладбище Ийзаку
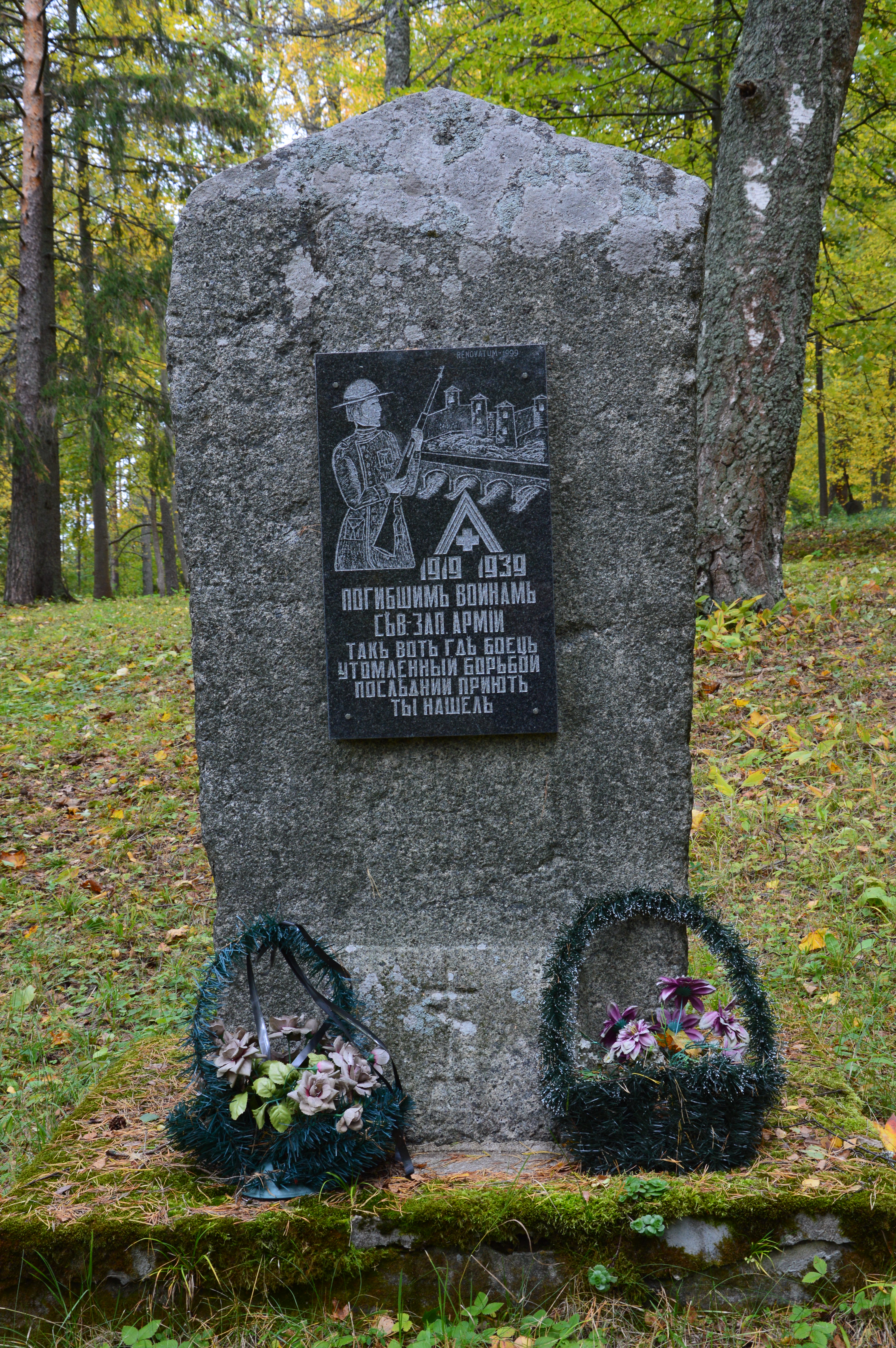
Памятник воинам СЗА на кладбище Ийзаку
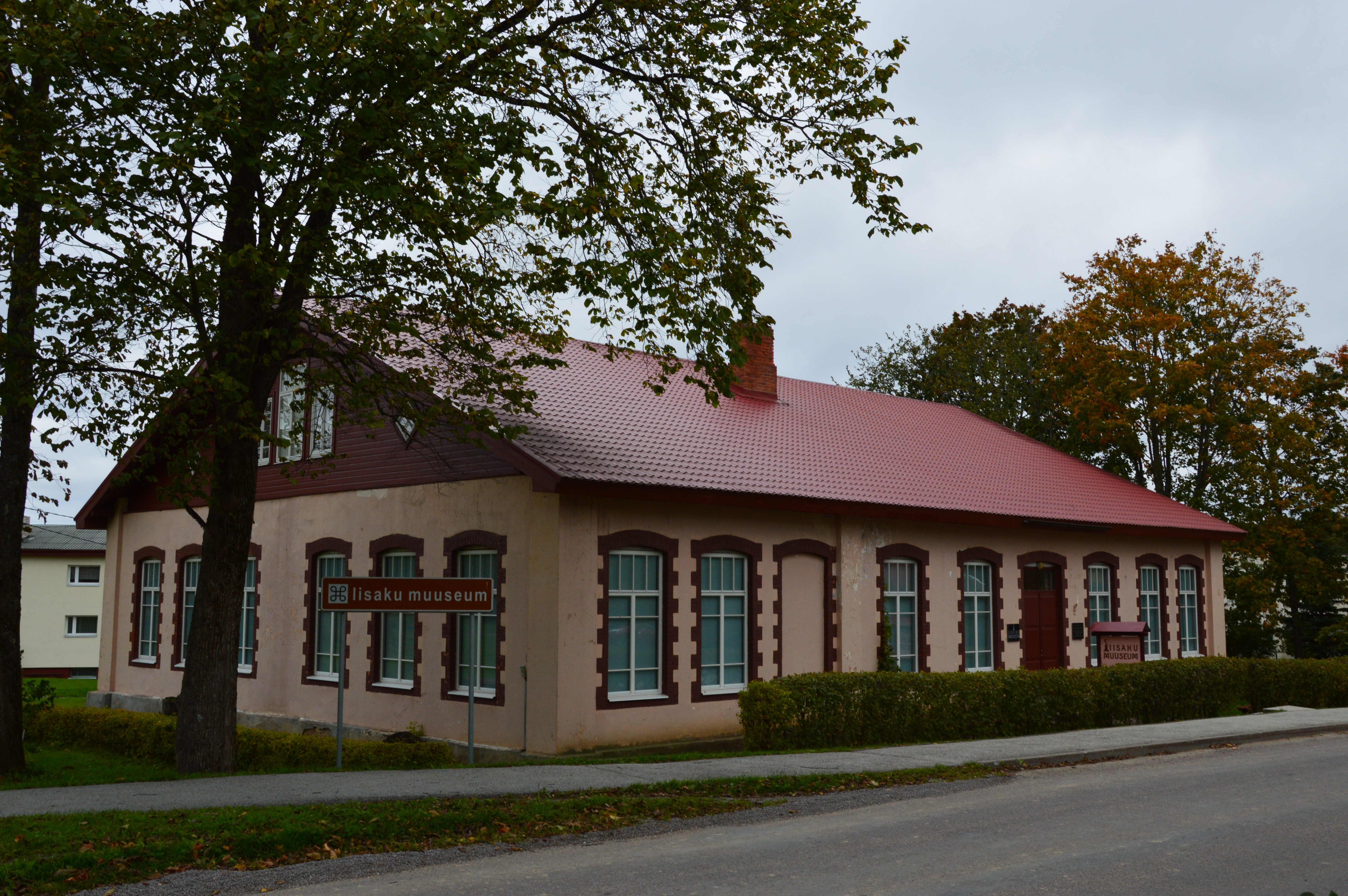
Музей Ийзаку[эст.]
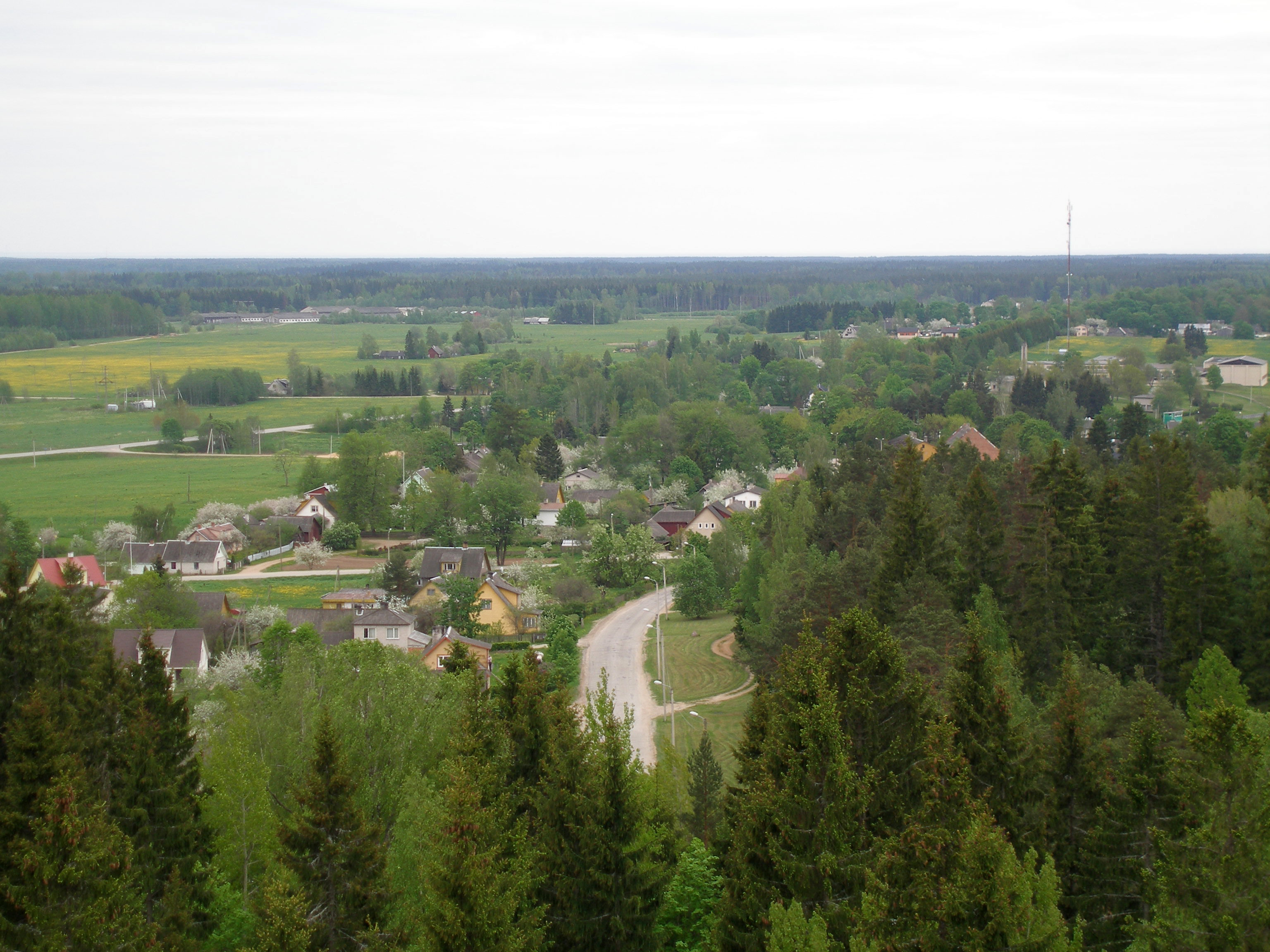
Вид на Ийзаку со смотровой вышки на горе Тяривере, 2007 год
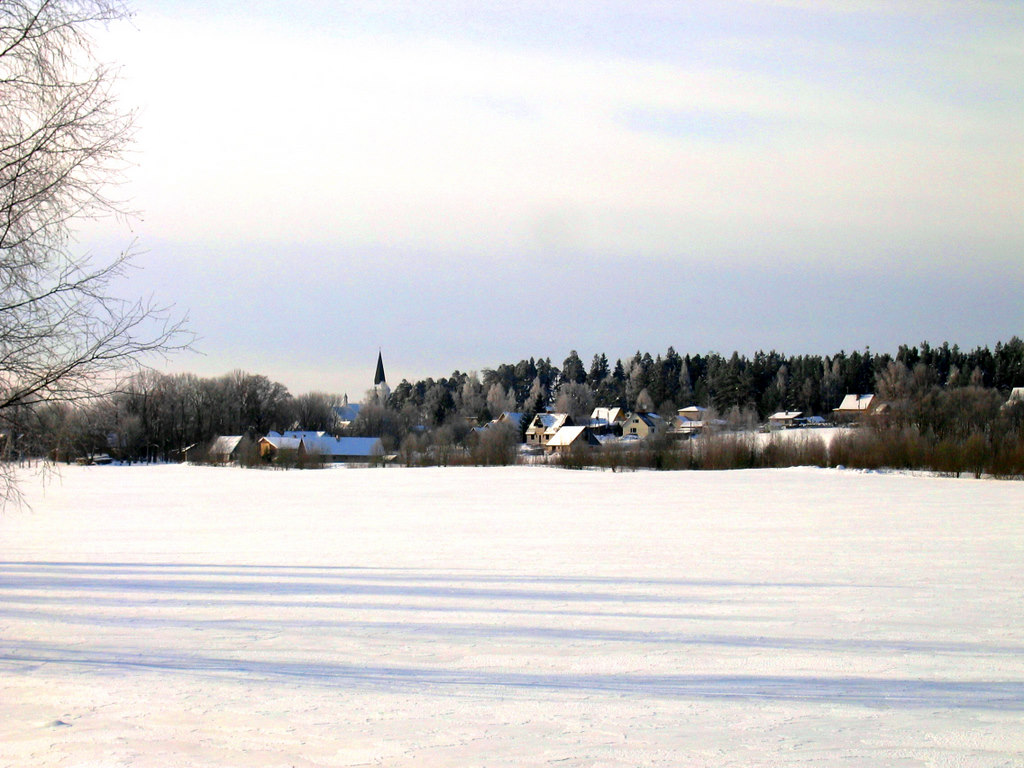
Ийзаку в январе 2007 года